# Synchlora albimargo
Synchlora albimargo là một loài bướm đêm trong họ Geometridae.